# 機器新娘
《机器新娘：工业人的民俗》（英语：The Mechanical Bride: Folklore of Industrial Man）是马歇尔·麦克卢汉的一部关于大众文化研究的著作，出版于1951年。他把报纸、漫画、广告等视为诗性文本。
与马歇尔·麦克卢汉1962年出版的《古腾堡星系》一书一样，《机器新娘》也很独特，它由若干篇短文组成———采用的“马赛克式的写作方法”。每篇短文都从一篇报纸或杂志文章或广告开始，接着是麦克卢汉对它的分析。这些分析既涉及美学的思考，也涉及意象和文本背后的意蕴。麦克卢汉书中的广告和文章，不仅是为了提醒人们注意它们的象征意义及其对创造和传播这些广告的企业实体的影响，也是为了弄清这些广告对社会的冲击。

## 主要内容
麦克卢汉在《机器新娘》自序中写道：“有史以来第一次，在我们这个时代里，成千上万训练有素的人耗尽自己的全部时间来打入集体的公共头脑。”他认为，“在人们脑子里留下持久的烙印，使大家处于无助的状态，这就是许多广告造成的后果，也是许多娱乐造成的后果。” 麦克卢汉希望《机器新娘》能够给人们敲响警钟。
麦克卢汉通过利用流行文化的器物来启发公众，希望大众能够意识到流行文化对他们的影响。
麦克卢汉把他的方法比作埃德加·爱伦·坡短篇小说《莫斯可漩涡沉溺记》中水手。麦克卢汉认为，水手通过研究漩涡并与之合作来拯救自己。 同样，该书对攻击广告、广播、新闻界的强流也不感兴趣。
该书认为生气和愤怒不是对文化产业的恰当回应。 麦克卢汉说：“愤怒的时刻是在一个新过程的初期，现阶段已经非常先进了。”  娱乐是正确的策略。 这就是为什么麦克卢汉在每个广告案例之后都使用与愚蠢或荒谬相关联的问题。
在娱乐技巧上，麦克卢汉引用了爱伦·坡中水手的话，当他被锁在漩涡墙中看着漂浮的物体时：“我肯定是精神错乱了，因为我居然津津有味的去推测它们那坠入水沫高溅的涡底的相对速度。”
麦克卢汉认为，这种娱乐活动是"他作为自己处境的旁观者的理性超脱"而诞生的，拯救了水手的生命。通过爱伦·坡的水手，《机器新娘》的读者也可以从大众文化的漩涡中逃脱。

## 创作背景
马歇尔·麦克卢汉对大众文化批判研究的兴趣，源于利维斯( F . R . Leavis )与丹尼斯·汤普森合著的《文化与环境》（英語：Culture and Environment）（1933）、温德汉姆·刘易斯（Wyndham Lewis）的《青年的末日》（1932）这两本书的影响，它们使用了相似的形式。
20世纪40年代，麦克卢汉定期举行讲座，播放广告幻灯片分析这些广告。1945年，他在安大略省温莎的一系列讲座中，首次把这个时代称为机器新娘时代。 自1945年以来，麦克卢汉一直计划出版这些讲座和幻灯片资料。
在20世纪三四十年代，大量批评广告业的书籍出版， 但麦克卢汉的书却不一样。麦克卢汉的文章在批评的同时也有赞赏，广告主的技巧使人印象深刻。抛开影响力，麦克卢汉在《机器新娘》中的娱乐性远胜过李维斯在《文化和环境》中的娱乐性。
1948年6月，麦克卢汉收到先锋出版社（Vanguard Press）《工业人的民俗》（英語：The Folklore of Industrial Man）出版预付款250美元。 这个标题后来会变成副标题。
《机器新娘》的标题来自法国艺术家马塞尔·杜尚（Marcel Duchamp）的作品：The Bride Stripped Bare By Her Bachelors, Even。
在麦克卢汉最终确定书名为新娘之前，该书对四份手稿进行了几次标题修改。第一部手稿书名为Guide to Chaos。其他三篇手稿以古希腊神话中的怪物命名为Typhon in America。该书最终的标题反映了麦克卢汉对广告中性与技术融合的关注 。
麦克卢汉对先锋出版社的编辑感到失望。他反对删减条目、扩大主题、举例说明、强调某一点的要求，或者使书更易于读者理解。 他破口大骂先锋出版社的编辑，指责编辑对他的编辑要求不屑一顾。 在此期间，他开始患上严重的头痛，可能是由于他与先锋交往的压力、愤怒和挫折。
《机器新娘》于1951年秋出版。 这本书经过了严格的审查，仅售出了几百本。 麦克卢汉买了一千册书，把它们卖给书店和学生。到了1970年代，精装初版的《机器新娘》成为稀有书籍行业的热门商品。

## 广告示例

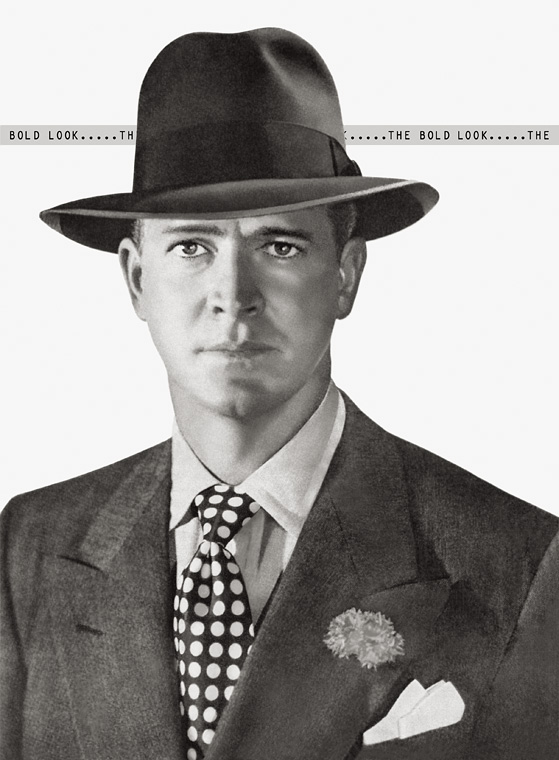
Does the Bold Look mean that the crooner and his tummyache are finished? (p. 71)
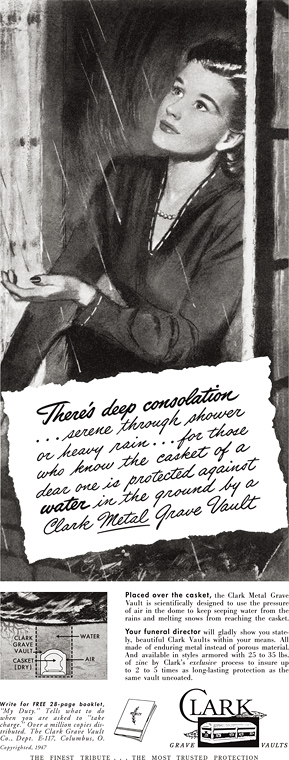
The more the burier, said Digby O'Dell? (p. 15)
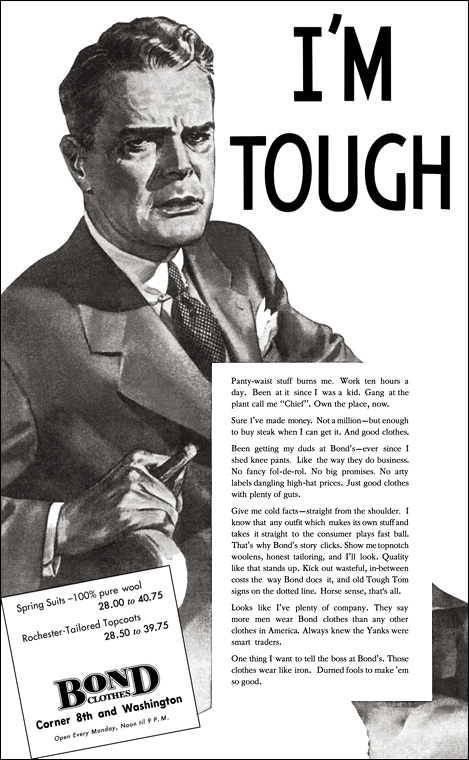
Can you see through his adnoise? (p. 130)
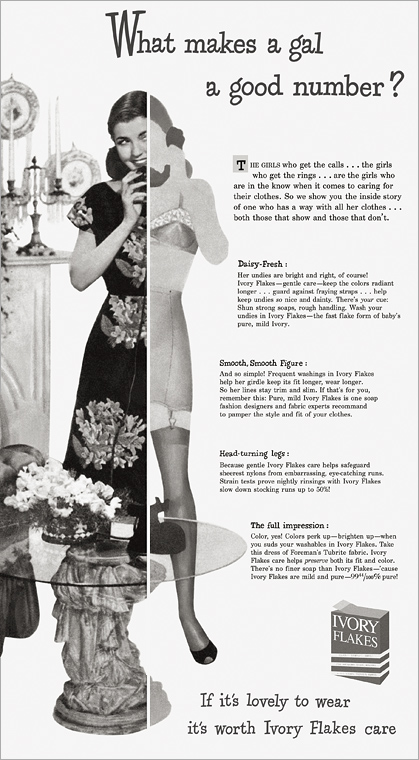
Can the feminine body keep pace with the demands of the textile industry? (p. 95)
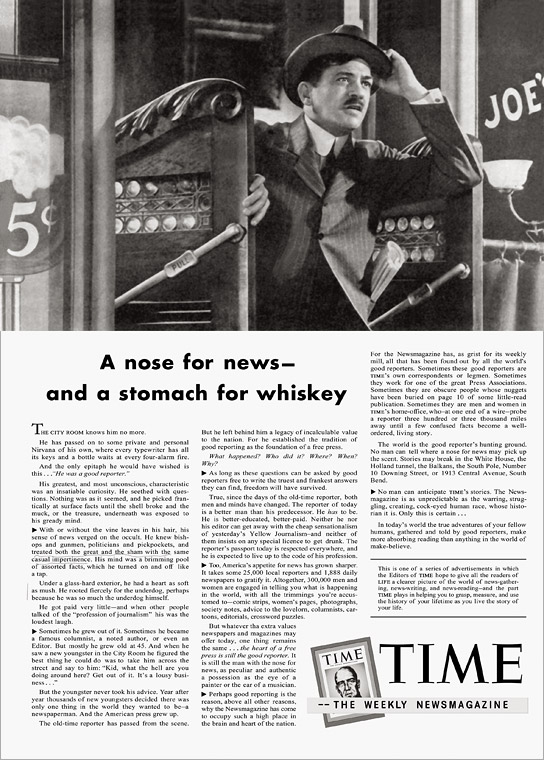
Why do newsmen pose as the last romantics? Or is it the first romantics? (p. 8)
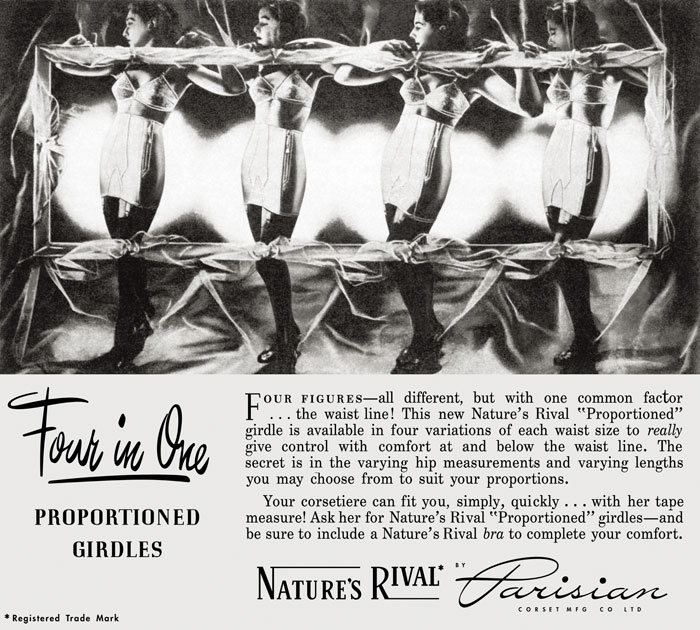
Did you notice the Model-T bodies of the women in that revived 1930 movie last night? (p. 94)
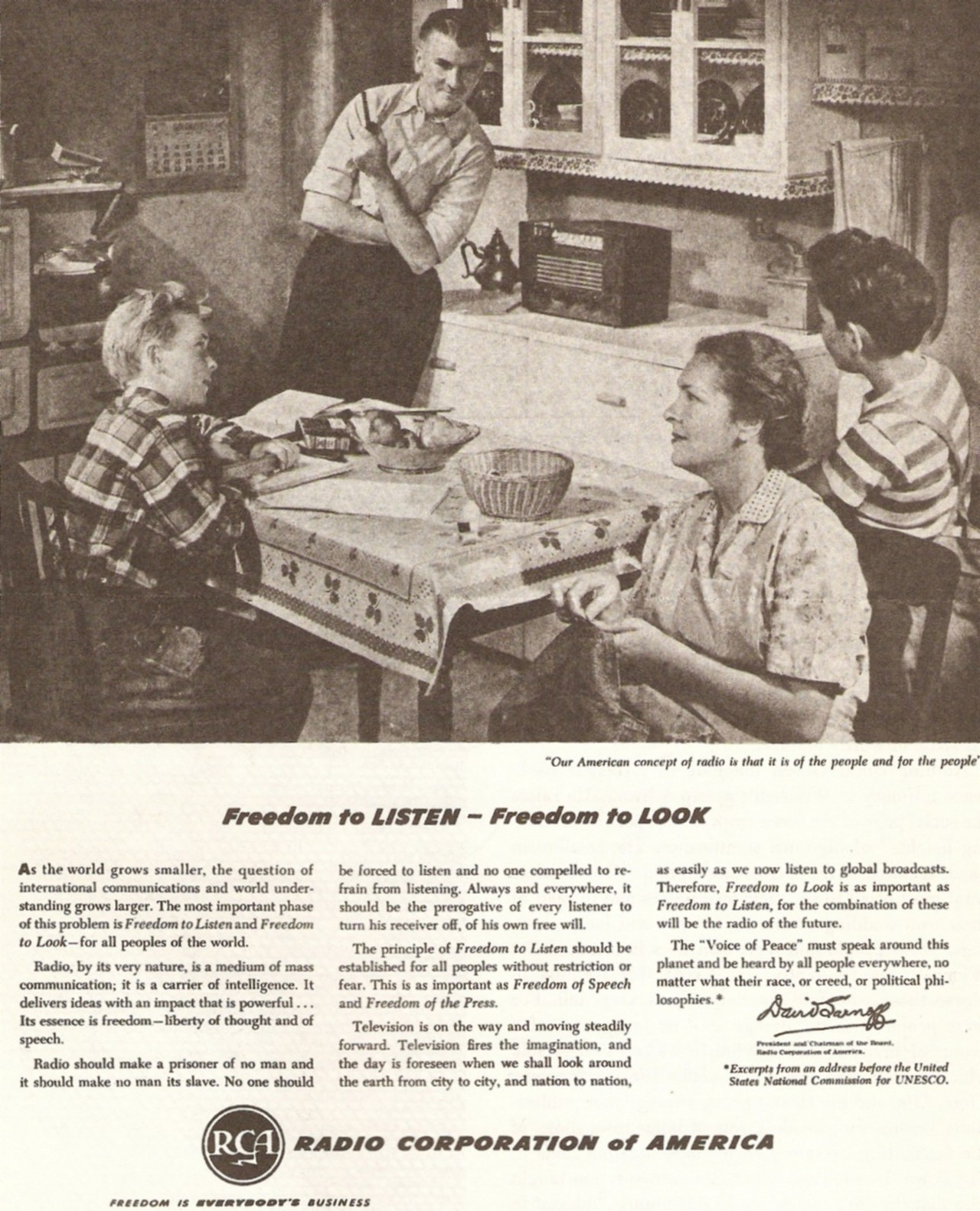
The rustic scene accentuates the positively phoney? (p. 20)